# Matteo Brighi
Matteo Brighi (Rímini, Italia, 14 de febrero de 1981) es un futbolista italiano. Juega como centrocampista en el Empoli FC de la Serie B de Italia. Brighi fue nombrado "Futbolista Joven" de la Serie A del año 2002. Un devoto católico y consumado profesional destaca por su humildad fuera del campo, así como su increíble energía sobre el mismo, Brighi es fuerte en el cometido, valiente en el aire y con un gran disparo en el arco cuando tiene un espacio disponible. Una acción, cuadro a cuadro de centrocampista, que se considera a menudo como "La nueva Damiano Tommasi" por sus características de juego y de voz suave demeanor.

## Carrera
En 2002, el 50% del pase de Matteo Brighi fue vendido por la Juventus al Parma como parte de un trato en el que incluía el intercambio de Marco Di Vaio por Brighi. La transferencia tenía un valor de alrededor de 5 millones de € en el momento.
En el 2004, la Juventus readquirido los derechos de Brighi por 11,5 millones de € y se los vendió al AS Roma como parte de una operación por Emerson, por un valor de 16 millones de €.
Sin embargo Brighi fue inmediatamente enviado a préstamo al Chievo Verona por tres temporadas.
En la actualidad, Brighi juega para los romaníes. El 25 de julio del 2008, firmó un nuevo contrato, de mantenimiento de él en el club hasta junio del 2012. Antes de volver a firmar con el club, sin embargo, Brighi tenía ofertas de varios equipos y había convenido en términos personales con el Torino antes de la Roma, Luciano Spalletti fue el gestor e intervino y lo convenció para quedarse en el club de la capital italiana.
Después de años de relativo anonimato desde sus primeros estrellato como un joven jugador, su repentina ráfaga de nuevo en el centro de atención llevó a ser entrevistados y Brighi ofrecido por varios medios de comunicación en Italia. El 20 de noviembre de 2008 una entrevista con La Repubblica, Luciano Spalletti llama a Brighi "El mejor que he tenido en términos de gestión del grupo, y he tenido algunos grandes como Guidolin y Prandelli". Alrededor del mismo tiempo le dijo a cielo Italia, "Me gusta trabajar, no hablar. Otros jugadores de conversación y se venden por sí mismas, sin duda mejor que yo. No culpo por ello. Es sólo yo no". En la misma entrevista, se le pidió que sus jugadores favoritos están creciendo y que él admira en el fútbol. "De niño me encantaba Roberto Mancini, cuando se fue a la Sampdoria, a pesar de que jugó en una posición diferente que yo. Ahora, como todos saben, Damiano Tommasi me inspira. Es un honor estar frente a un gran jugador y una gran persona como él. "Tommasi de Brighi ha dicho: "Él es más talentoso que yo, yo sólo tengo la oportunidad de jugar en un gran equipo y ganar algo especial. Espero que Matteo obtenga la misma oportunidad ".
El 9 de noviembre de 2008, el entrenador de la Selección Italiana, Marcello Lippi, quien trabajó con Brighi en la Juventus, fue citado en el periódico de Roma Il Romanista diciendo, "Mis recuerdos de Brighi son óptimos. Desde el punto de vista humano es un magnífico muchacho, y desde el punto de vista técnico es uno de los diligentes mediocampistas que cada entrenador desearía tener. Para mi advertencia, al comienzo de su carrera, fue elogiado de forma excesivamente demasiadas expectativas que se crearon a su alrededor".
En agosto de 2011, se fue al Atalanta en calidad de préstamo. Actualmente se encuentra cedido en el Torino.

## Carrera internacional
Brighi para el debut de Italia se produjo cuando comenzó el partido amistoso contra Eslovenia el 2002, cuando tenía 21 años. Sin embargo, ha sido llamado a filas una vez más por el entrenador Marcello Lippi para la Copa Mundial de la FIFA 2010 contra Montenegro e Irlanda durante el 2009. El 28 de marzo de 2009, Brighi entró jugando como sustituto a los 80 minutos contra Montenegro, para jugar su primera vez desde el 2002. Cuatro días más tarde, fue citado a la Selección de Italia a partir del sorteo con Irlanda.

## Vida personal
Brighi dio quizás su más reveladora entrevista al sitio web romanews.eu el 13 de enero de 2009. Discutió muchos temas, entre ellos: las presiones de hoy la cara de futbolista y sus malas decisiones fuera del campo, su admiración por Gennaro Gattuso ("Mi referencia como jugador, él ha ganado la Copa del Mundo y muchos trofeos con el Milán"), por lo que es una prioridad para no vivir un estilo de vida de exceso en la actual crisis económica como las personas pierden sus puestos de trabajo diario, sus hobbies ( "cenas con amigos, cine, conciertos, novelas"), cuando se dio cuenta de su vida ha cambiado como jugador de la AS Roma ( "Yo" Llevo aquí un año, pero hace dos meses mi vida era diferente. Nadie me detuvo en la calle y dijo: "Matteo, usted es un fenómeno !'"), sus mejores amigos en el club ( "Tonetto y Perrotta, dos personas que saben separar el fútbol, pero a menudo comer comidas con Aquilani, De Rossi y Okaka"), que es único, pero soñar a una familia un día, el hecho de que no ve a sí mismo como único ("No soy el único jugador que va a su casa y lee un libro en vez de ir a una discoteca toda la noche"), y, sobre todo, su intención de poner fin a su carrera jugando por el Rimini ("Cuando me fui lejos, yo he prometido volver un día, que llegará un día").
-Su hermano menor, Marco Brighi, es también un jugador profesional de fútbol.
-Vive en la Europa de la sección de mayor Torrino Roma, situado al suroeste de la ciudad.
-El libro "La Sombra del Viento" del autor español Carlos Ruiz Zafón es uno de sus libros favoritos.
-Dijo que habría sido un "maestro principal" si no hubiera convertido en un futbolista.
-Nombra a Cristian Zaccardo, Michele Paramatti y Paolo Sammarco como tres de sus amigos más cercanos en el fútbol.

## Clubes
| Club                    | País   | Año             | Partidos | Goles |
| ----------------------- | ------ | --------------- | -------- | ----- |
| Rimini                  | Italia | 1998-2000       | 44       | 7     |
| Juventus                | Italia | 2000-2001       | 11       | 0     |
| Bologna                 | Italia | 2001-2002       | 32       | 0     |
| Parma                   | Italia | 2002-2003       | 22       | 1     |
| Brescia                 | Italia | 2003-2004       | 29       | 1     |
| Chievo Verona           | Italia | 2004-2007       | 89       | 9     |
| AS Roma                 | Italia | 2007 - 2011     | 45       | 5     |
| Atalanta B. C. (Cedido) | Italia | 2011 - 2012     | 11       | 0     |
| Torino                  | Italia | 2012 - 2013     | 42       | 4     |
| Sassuolo                | Italia | 2014 - 2015     | 25       | 0     |
| Bologna                 | Italia | 2015 - 2016     | 14       | 0     |
| Perugia                 | Italia | 2016 - 2018     | 50       | 2     |
| Empoli FC               | Italia | 2018 - Presente | 0        | 0     |

## Títulos
| Título              | Club    | País   | Año  |
| ------------------- | ------- | ------ | ---- |
| Copa de Italia      | AS Roma | Italia | 2007 |
| Supercopa de Italia | AS Roma | Italia | 2007 |
| Copa de Italia      | AS Roma | Italia | 2008 |